# لوك سير
لوك سير هو كاهن كاثوليكي كندي، ولد في 21 نوفمبر 1953 في سان جيروم في كندا.

## روابط خارجية
- لوك سير على موقع IMDb (الإنجليزية)